# Plastický Vočko
Plastický Vočko (v anglickém originále Pygmoelian) je 16. díl 11. řady (celkem 242.) amerického animovaného seriálu Simpsonovi. Scénář napsal Larry Doyle a díl režíroval Mark Kirkland. V USA měl premiéru dne 27. února 2000 na stanici Fox Broadcasting Company a v Česku byl poprvé vysílán 5. února 2002 na stanici ČT1.

## Děj
Poté, co rodinu Homer, který brzy ráno spustil požární alarm, lstí donutí opustit dům, se Simpsonovi vydají na festival Chmelfest sponzorovaný pivem Duff. Tam se Vočko Szyslak účastní soutěže „Pivních mistrů“. Vočko v klání zvítězí a nechá se vyfotit do kalendáře, v němž je ale kvůli svému vzhledu je cenzurován nálepkami. Když si uvědomí, že je to kvůli jeho ošklivosti, Lenny a Carl navrhnou, aby si Vočko nechal udělat plastickou operaci. Vočko souhlasí a po jejím provedení má velmi pohlednou tvář. Ospravedlněný a odhodlaný se postaví starým protivníkům, včetně producentů telenovely Nikdy nebude konec, a stěžuje si, že kvůli své ošklivosti nikdy nedostal roli doktora Tada Winslowa. Když je herec, jenž roli ztvárnil, propuštěn poté, co požadoval zvýšení platu, producenti najmou Vočka, aby ho nahradil. 
Mezitím, co Vočko hraje, Bart a Líza zjistí, že Maggiin balonek se slonem z pivního festivalu odletěl ve větru. Vydají se za ním, až skončí v kanceláři republikánské koalice homosexuálů, jejíž členové diskutují o tom, jaký by měl být jejich maskot, přičemž jeden z členů zavrhne růžového slona, protože je příliš „na očích“. Poté dají Líze samolepku, aby hlasovala pro „gay prezidenta v roce 2084“, na což, když se Líza tváří zmateně, řeknou „Jsme realisté.“. 
Natáčení seriálu Nikdy nebude konec jde dobře, dokud si Vočko nepřečte v tajné knize s budoucími dějovými liniemi, že jeho postava má být zabita. Rozzuřený se pomstí tím, že s pomocí Homera odhalí všechny zápletky v přímém přenosu. Producent naštvaně přeruší Vočka a řekne mu, že smrt jeho postavy měla být součástí snu, což naznačuje barevné označení stránek v knize, které si Vočko špatně zapamatoval, a vyhodí ho. Vočko sebevědomě prohlásí, že může dostat roli v kterékoli jiné telenovele, ale když odchází, spadne mu na obličej kulisa a rozdrtí jeho obličej do původní podoby. Jeho život se vrátí do normálu v baru, kde se diví, jak je možné, že mu po nehodě zůstal původní obličej, a ne úplně nový.

## Produkce a témata
Díl napsal Larry Doyle a režíroval jej Mark Kirkland. V článku z roku 2007 kritik časopisu Slant Ed Gonzalez poznamenal, že v souvislosti s primárním příběhem epizody o Vočkově plastické operaci slouží podzápletka, kdy Bart a Líza pronásledují Maggiin růžový balonek se slonem na setkání homosexuálních republikánů, jako „zdánlivě svévolná hloupost, která se výstižně pojí s tématem identity, kdy si člověk změní tvář jen proto, aby si uvědomil účinnost té staré“.

## Vydání a přijetí
Epizoda byla původně vysílána na stanici Fox ve Spojených státech 27. února 2000. Dne 7. října 2008 vyšla na DVD jako součást boxu The Simpsons – The Complete Eleventh Season. Členové štábu Mike Scully, George Meyer, Larry Doyle, Matt Selman, Carolyn Omineová a Mark Kirkland se podíleli na audiokomentáři k dílu na DVD. Na box setu byly také zařazeny vymazané scény z této epizody. Díl byl přijat vesměs pozitivně.
Brendan Dando a Guy Davis z podcastu Four Finger Discount jej označují za jednu z nejsilnějších epizod řady. Davis vysvětluje: „Žádná hláška nepřijde nazmar, dokonce i jednoduché momenty jako Lenny, Carl a Homer jdoucí do Vočkovy restaurace mají úsměvné jednohubky.“. Dando považuje Duffmana za jeden z vrcholů dílu, stejně jako vypointovanou parodii na úvody denních telenovel. 
Ed Gonzalez ze Slantu díl označil za „skvělou epizodu“.
Colin Jacobson z DVD Movie Guide poznamenal, že díl „dosahuje vrcholu již na začátku, protože scény na Chmelfestu poskytují nejvíce zábavy.“ Dodal, že „je hezké vidět, že se pro jednou soustředíme na Vočka, ale samotný příběh nedokáže pořádně zažehnout. Ačkoli se nejedná o špatnou epizodu, po úvodu je docela plochá.“
Kritik Den of Geek Mark Oakley ve své recenzi 11. řady Simpsonových napsal, že „dlážděný dojem ze seriálu mu brání dosáhnout výšin několika předchozích let“. Oakley z toho vinil líné psaní a dodal, že „důkazem toho je, když scénáře nejednou obsahují výpustky pro absurdní zápletky, které jsou chrleny“. Jako příklad uvedl Plastického Vočka, kterého okomentoval takto: „Vždycky jsem si myslel, že je to tak – Vočko má plastickou operaci. Na konci dílu se mu však po nehodě náhle vrátí jeho známější tvář a nad tím, že se tak stane, aniž by ho to strašlivě znetvořilo, se při závěrečných titulcích pozastavuje sám Vočko. Zahrát tuto kartu jednou může být vtipné, ale po třetím nebo čtvrtém zhlédnutí je to prostě líné.“